# Johann Nicolaus Bach
Johann Nicolaus Bach, nemški baročni skladatelj in organist, * 1669, † 1753.
Bil je nastarejši sin Johanna Chrtistopha in drugi bratranec Johanna Sebastiana.